# 1989年ブラジルグランプリ
1989年ブラジルグランプリは、1989年F1世界選手権の第1戦として、1989年3月26日にネルソン・ピケ・サーキットで開催された。

## 概要
1500ccターボエンジンの使用が1988年限りで禁止され、3500cc自然吸気エンジンのみで争われることになって最初のレースである。
コスワース（DFR）とジャッド（CV、EV）の2社3種類のV8エンジンが市販され、新規参入チームがいくつかあった。AGSから参戦を予定していたフィリップ・ストレイフが、ブラジルGPの開催地で行われていたシーズン直前のテストで脊髄損傷の重傷を負う事故に遭い、このレースには予定より1台少ない38台が出走した。
セミオートマチックトランスミッションが、フェラーリ・640によって初めて実戦に投入された。
フジテレビF1中継では古舘伊知郎が実況に初登場したレースでもあった。

## 予選
予選の前に予備予選が行われた。予備予選は主に初参戦チーム、ドライバーを対象としたもので、13台が出走し上位4台が通過する予定であったが、予備予選免除の対象であるストレイフの負傷欠場により、このレースでは5台が通過することとなった。
予備予選を通過したのは、ブラバムの2台、ユーロブルンのフォイテク、オゼッラのラリーニ、ザクスピードのシュナイダーだった。鈴木亜久里は11位で、予備予選の通過に失敗した。

## 決勝
セナはポールポジションからのスタートだったものの出遅れ、1コーナーでベルガーとパトレーゼに並ばれてしまう。そして2台に挟まれる形で接触、フロントウイングを破損した。ピットに入って修理し、レースに復帰するが11位に終わった。またベルガーも接触が原因で1周目でリタイヤした。 パトレーゼがレースをリードし、以下ブーツェン、マンセル、プロストと続いた。しかし、ブーツェンはエンジンブローにより3周目にリタイヤしてしまう。その後16周目、2位に浮上したマンセルがパトレーゼを抜きトップに立つ。しかしその後、マンセルはタイヤ交換で遅れ、今度はプロストがパトレーゼをに抜いてトップに立つ。
このままプロスト優勝かと思われた矢先、プロストのマシンにクラッチトラブルが発生し、28周目に追い上げてきたマンセルに抜かれてしまう。一方で3位以下は、ハーバート、母国グランプリのグージェルミン、そしてパトレーゼと続いていた。そして34周目、グージェルミンがハーバートを抜いて3位に上がった。その後、パトレーゼもハーバートを抜き、そしてグージェルミンに迫っていく。一度は前に出たがその後すぐマシントラブルによりリタイヤとなる。一方トップ争いではマンセルのマシンにステアリングが緩むというトラブルが発生、残り17周で緊急ピットインし、ステアリングを交換し、トップに立っていたプロストを再び抜いて優勝を飾った。以下プロスト、グージェルミン、ハーバート、ワーウィック、ナニーニと続いた。グージェルミンは母国GPで3位初表彰台を獲得した。
マンセルはフェラーリ移籍後初めてのレースで、自身でも望外の勝利を手にした。新車はシーズン前のテストでレース距離を走り切れたことがなく、完走すら望めないというのが本音だった。新人のハーバートは前年の国際F3000で負った脚の怪我が完治しておらず、こちらも準備不足を不安視されていたが、脚の痛みに耐えながらデビュー戦4位入賞という結果を残した。

## 結果

### 予選結果
| 順位 | No | ドライバー                 | コンストラクタ         | 1回目    | 2回目    |
| ---- | -- | -------------------------- | ---------------------- | -------- | -------- |
| 1    | 1  | アイルトン・セナ           | マクラーレン・ホンダ   | 1'26.205 | 1'25.302 |
| 2    | 6  | リカルド・パトレーゼ       | ウィリアムズ・ルノー   | 1'26.172 | 7'12.732 |
| 3    | 28 | ゲルハルト・ベルガー       | フェラーリ             | 1'26.271 | 1'26.394 |
| 4    | 5  | ティエリー・ブーツェン     | ウィリアムズ・ルノー   | 1'27.367 | 1'26.459 |
| 5    | 2  | アラン・プロスト           | マクラーレン・ホンダ   | 1'27.095 | 1'26.620 |
| 6    | 27 | ナイジェル・マンセル       | フェラーリ             | 1'27.249 | 1'26.772 |
| 7    | 16 | イヴァン・カペリ           | マーチ・ジャッド       | 1'27.525 | 1'27.035 |
| 8    | 9  | デレック・ワーウィック     | アロウズ・フォード     | 1'27.937 | 1'27.408 |
| 9    | 11 | ネルソン・ピケ             | ロータス・ジャッド     | 1'28.423 | 1'27.437 |
| 10   | 20 | ジョニー・ハーバート       | ベネトン・フォード     | 1'27.626 | 1'27.754 |
| 11   | 19 | アレッサンドロ・ナニーニ   | ベネトン・フォード     | 1'28.394 | 1'27.865 |
| 12   | 15 | マウリシオ・グージェルミン | マーチ・ジャッド       | 1'27.956 | 1'28.581 |
| 13   | 7  | マーティン・ブランドル     | ブラバム・ジャッド     | 1'29.138 | 1'28.274 |
| 14   | 8  | ステファノ・モデナ         | ブラバム・ジャッド     | 1'28.621 | 1'28.942 |
| 15   | 22 | アンドレア・デ・チェザリス | ダラーラ・フォード     | 1'29.005 | 1'29.206 |
| 16   | 23 | ピエルルイジ・マルティニ   | ミナルディ・フォード   | -        | 1'29.435 |
| 17   | 38 | クリスチャン・ダナー       | リアル・フォード       | 1'30.460 | 1'29.455 |
| 18   | 3  | ジョナサン・パーマー       | ティレル・フォード     | 1'30.443 | 1'29.573 |
| 19   | 17 | ニコラ・ラリーニ           | オゼッラ・フォード     | 1'31.341 | 1'30.146 |
| 20   | 4  | ミケーレ・アルボレート     | ティレル・フォード     | 1'32.260 | 1'30.255 |
| 21   | 12 | 中嶋悟                     | ロータス・ジャッド     | 1'30.942 | 1'30.375 |
| 22   | 26 | オリビエ・グルイヤール     | リジェ・フォード       | 1'30.410 | 1'30.666 |
| 23   | 24 | ルイス・ペレス＝サラ       | ミナルディ・フォード   | 1'30.702 | 1'30.643 |
| 24   | 10 | エディ・チーバー           | アロウズ・フォード     | 1'30.657 | 1'31.068 |
| 25   | 34 | ベルント・シュナイダー     | ザクスピード・ヤマハ   | 1'32.346 | 1'30.861 |
| 26   | 30 | フィリップ・アリオー       | ローラ・ランボルギーニ | 1'31.872 | 1'31.009 |
| DNQ  | 29 | ヤニック・ダルマス         | ローラ・ランボルギーニ | 1'32.411 | 1'31.260 |
| DNQ  | 25 | ルネ・アルヌー             | リジェ・フォード       | -        | 1'31.376 |
| DNQ  | 33 | グレガー・フォイテク       | ユーロブルン・ジャッド | 1'31.791 | 1'53.570 |
| DNQ  | 31 | ロベルト・モレノ           | コローニ・フォード     | 1'32.561 | 1'34.894 |

### 決勝結果
| 順位     | No | ドライバー                 | コンストラクタ         | 周回 | タイム/リタイア  | グリッド | ポイント |
| -------- | -- | -------------------------- | ---------------------- | ---- | ---------------- | -------- | -------- |
| 1        | 27 | ナイジェル・マンセル       | フェラーリ             | 61   | 1:38'58.744      | 6        | 9        |
| 2        | 2  | アラン・プロスト           | マクラーレン・ホンダ   | 61   | + 7.809          | 5        | 6        |
| 3        | 15 | マウリシオ・グージェルミン | マーチ・ジャッド       | 61   | + 9.370          | 12       | 4        |
| 4        | 20 | ジョニー・ハーバート       | ベネトン・フォード     | 61   | + 10.493         | 10       | 3        |
| 5        | 9  | デレック・ワーウィック     | アロウズ・フォード     | 61   | + 17.866         | 8        | 2        |
| 6        | 19 | アレッサンドロ・ナニーニ   | ベネトン・フォード     | 61   | + 18.241         | 11       | 1        |
| 7        | 3  | ジョナサン・パーマー       | ティレル・フォード     | 60   | +1 Lap           | 18       |          |
| 8        | 12 | 中嶋悟                     | ロータス・ジャッド     | 60   | +1 Lap           | 21       |          |
| 9        | 26 | オリビエ・グルイヤール     | リジェ・フォード       | 60   | +1 Lap           | 22       |          |
| 10       | 4  | ミケーレ・アルボレート     | ティレル・フォード     | 59   | +2 Laps          | 20       |          |
| 11       | 1  | アイルトン・セナ           | マクラーレン・ホンダ   | 59   | +2 Laps          | 1        |          |
| 12       | 30 | フィリップ・アリオー       | ローラ・ランボルギーニ | 58   | +3 Laps          | 26       |          |
| 13       | 22 | アンドレア・デ・チェザリス | ダラーラ・フォード     | 57   | +4 Laps          | 15       |          |
| 14       | 38 | クリスチャン・ダナー       | リアル・フォード       | 56   | +5 Laps          | 17       |          |
| リタイア | 6  | リカルド・パトレーゼ       | ウィリアムズ・ルノー   | 51   | オルタネーター   | 2        |          |
| リタイア | 10 | エディ・チーバー           | アロウズ・フォード     | 37   | 接触             | 24       |          |
| リタイア | 34 | ベルント・シュナイダー     | ザクスピード・ヤマハ   | 36   | 接触             | 25       |          |
| リタイア | 7  | マーティン・ブランドル     | ブラバム・ジャッド     | 27   | ドライブシャフト | 13       |          |
| リタイア | 16 | イヴァン・カペリ           | マーチ・ジャッド       | 22   | サスペンション   | 7        |          |
| リタイア | 11 | ネルソン・ピケ             | ロータス・ジャッド     | 10   | 燃料システム     | 9        |          |
| 失格     | 17 | ニコラ・ラリーニ           | オゼッラ・フォード     | 10   | 失格             | 19       |          |
| リタイア | 8  | ステファノ・モデナ         | ブラバム・ジャッド     | 9    | ドライブシャフト | 14       |          |
| リタイア | 5  | ティエリー・ブーツェン     | ウィリアムズ・ルノー   | 3    | エンジン         | 4        |          |
| リタイア | 23 | ピエルルイジ・マルティニ   | ミナルディ・フォード   | 2    | シャシー         | 16       |          |
| リタイア | 28 | ゲルハルト・ベルガー       | フェラーリ             | 0    | 接触             | 3        |          |
| リタイア | 24 | ルイス・ペレス＝サラ       | ミナルディ・フォード   | 0    | 接触             | 23       |          |

- 予選、決勝順位は、公式サイト およびF1グランプリ年鑑 1989-1990[3]より。

- 公式サイトはパトレーゼを15位としているが、周回数が不足するためリタイアと記載。F1グランプリ年鑑はリタイアと記載[3]。